# Élection présidentielle algérienne de 2019
L'élection présidentielle algérienne de 2019 a lieu le 12 décembre 2019 en Algérie, après deux reports dans la même année. 
Initialement prévu pour le 18 avril 2019, le scrutin devait voir la candidature d'Abdelaziz Bouteflika à un cinquième mandat présidentiel. Mais des manifestations d’ampleur amènent le président sortant, très affecté par la maladie, à retirer sa candidature et à reporter l’élection sine die. La contestation se poursuivant, il démissionne de la présidence le 2 avril 2019. Abdelkader Bensalah assure l’intérim et annonce la tenue de l’élection pour le 4 juillet 2019. Le 1er juin, le Conseil constitutionnel reporte l'élection sine die. En septembre 2019, alors que les manifestations se poursuivent, le scrutin est, à l'initiative de l'armée, fixé au 12 décembre 2019. Les cinq candidatures retenues en novembre 2019 sont celles de personnalités du régime.
Le scrutin, boycotté par une forte majorité de la population, enregistre une abstention et un nombre de votes blancs record. Abdelmadjid Tebboune est élu dès le premier tour avec 58,13 % des suffrages exprimés.

## Contexte

### Manifestations contre une cinquième candidature de Bouteflika

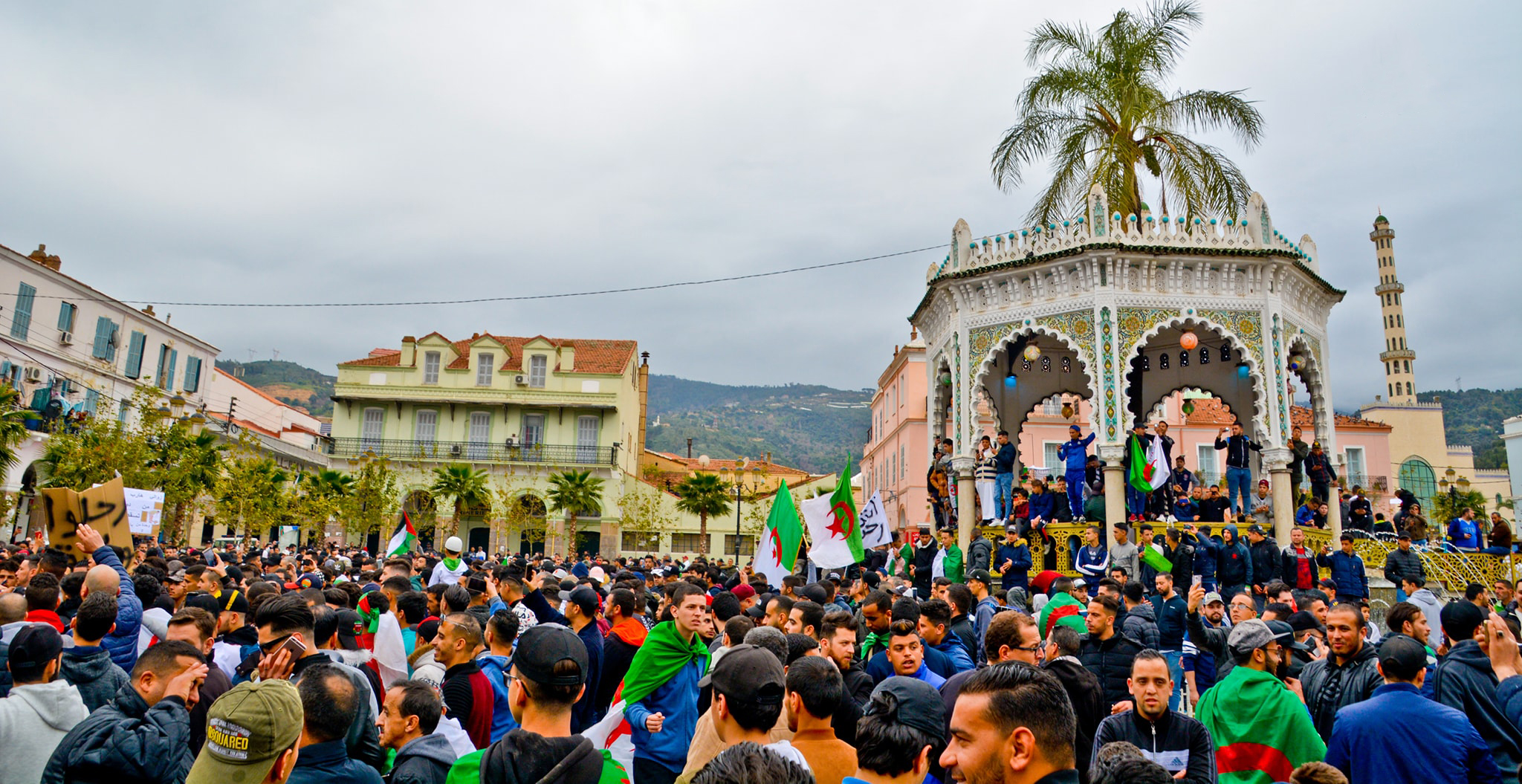
Manifestants le 10 mars 2019 à Blida.

L’annonce de la candidature d’Abdelaziz Bouteflika pour un cinquième mandat alors qu'il n’est pas en mesure de faire campagne, comme en 2014, provoque des manifestations (appelées « Hirak ») dans les principales villes d’Algérie, et dans des pays où l'immigration algérienne est significative. La campagne officielle commence trois semaines avant le premier tour. Une lettre lue au nom du candidat Abdelaziz Bouteflika à un cinquième mandat précise qu'en cas de réélection le mandat serait écourté après tenue d'une conférence nationale faisant suite à l'élection. Alors qu'une candidature est déposée en son nom, des manifestations d'une ampleur inédite dans le pays ont lieu pour s'opposer à cette cinquième candidature.
Le 11 mars 2019, le président Bouteflika, au lendemain d'un retour en Algérie après deux semaines d'hospitalisation en Suisse, annonce le retrait de sa candidature et le report de l'élection à une date indéterminée. Ce départ du pouvoir doit toutefois avoir lieu « dans le prolongement d'une conférence nationale » ayant pour objectif de réformer le système politique et d'élaborer un projet de Constitution soumis par la suite à référendum. Selon le gouvernement, ces travaux pourraient s'étendre jusqu'à la fin 2019.
La nouvelle de cette non-candidature déclenche la joie puis des critiques, l'absence de date pour l'élection présidentielle conduisant à la prolongation de la présidence Bouteflika au-delà de l’expiration de son quatrième mandat fixée au 28 avril 2019. Le journal El Watan titre ainsi « Il annule la présidentielle mais reste au pouvoir : la dernière ruse de Bouteflika ». Plusieurs analystes et opposants jugent cette décision anticonstitutionnelle, et appellent à poursuivre la mobilisation.

### Démission de Bouteflika et intérim de Bensalah
Le 26 mars 2019, le général Ahmed Gaïd Salah, chef d’État-Major de l'armée et vice-ministre de la Défense, demande l'application de l'article 102 de la Constitution prévoyant l'empêchement du président de la République. Finalement, après que l’armée a réclamé son « départ immédiat », Abdelaziz Bouteflika démissionne le 2 avril,.
En vertu de la Constitution, le président du Conseil de la nation, Abdelkader Bensalah, devient le 9 avril chef de l'État par intérim, après une période d'incertitude sur le sujet : le Parlement, qui devait le nommer, ne s'est en effet réuni qu'après une semaine, alors que les manifestants s'opposaient vivement à l'arrivée au pouvoir de Bensalah, considéré comme un « cacique » du régime en place,,. L’intérim doit durer au maximum quatre-vingt-dix jours, période au cours de laquelle une élection présidentielle doit être organisée. Abdelkader Bensalah promet l'organisation d'un scrutin « transparent et régulier » et annonce, au lendemain de sa nomination par intérim, que l’élection se tiendra le 4 juillet 2019.
Après cette annonce, les manifestations se poursuivent pour réclamer le départ de Bensalah et du Premier ministre Noureddine Bedoui, ainsi que la mise en place d'une transition. 
Le 1er juin 2019, l'élection est de nouveau reportée sine die par le Conseil constitutionnel. Selon Le Point, la date du 31 octobre est évoquée.
Le 2 septembre, Gaïd Salah appelle à convoquer le corps électoral le 15 septembre. Il rejette cependant une modification totale de la loi électorale. Ce jour arrivé, Bensalah convoque le scrutin pour le 12 décembre. Le 26 septembre, le chef de l'armée annonce le déploiement « total » des forces de sécurité pour permettre le déroulement du scrutin.

## Système électoral
Le président de la République est élu au suffrage universel direct, pour un mandat de cinq ans au scrutin uninominal majoritaire à deux tours. Si aucun candidat ne remporte la majorité absolue des suffrages exprimés dès le premier tour, un second est organisé entre les deux candidats arrivés en tête. Celui recueillant le plus de suffrages est élu. Depuis la révision constitutionnelle de 2016, le président de la République est rééligible une seule fois. L'article 102 de la Constitution interdit au chef de l’État par intérim de se présenter.
Un éventuel second tour doit avoir lieu quinze jours après la proclamation des résultats du premier par le Conseil constitutionnel, soit entre le 31 décembre 2019 et le 9 janvier 2020.

### Changements
En septembre 2019, le panel de dialogue propose la mise en place d'une instance d'organisation des élections, la suppression des parrainages d'élus, l'abaissement du nombre de parrainages de citoyens de 60 000 à 50 000, et l'exigence pour les candidats d'être diplômés de l'université. Parmi les autres conditions, figurent le fait d'avoir atteint l'âge de 40 ans et celui de disposer de la nationalité algérienne. Les projets de loi sont adoptés le 13 septembre par le Parlement.
Pour justifier sa mise en place, malgré le fait qu'elle ne soit pas prévue par la révision constitutionnelle algérienne de 2016, qui n'instaurait qu'une Haute instance indépendante de surveillance des élections (Hiise) et non pas une commission électorale, les membres de l'instance invoquent les articles 7, 8, 9 et 11 de la loi fondamentale. En avril 2019, Fouad Makhlouf, juriste et secrétaire général de la Hiise, estime qu'une telle commission électorale est inconstitutionnelle. Le 16 septembre 2019, allant dans le même sens, des juristes et constitutionnalistes dénoncent des procédures bâclées, une adoption trop rapide par les chambres basse et haute du Parlement, l'aspect inconstitutionnel de la commission et l'exigence d'un diplôme universitaire. Pour autant, le même jour, la loi est promulguée au Journal officiel, après examen de la part du Conseil constitutionnel, qui a jugé l'article 11 « partiellement conforme » à la Constitution. Les coordinateurs de l'Autorité nationale indépendante des élections (ANIE) au niveau des wilayas sont annoncés le 5 octobre et sont en majeure partie issue de la « société civile ».

### Processus électoral
Note : en italique, échéances avortées.

#### Premier
| 17 janvier 2019 | Convocation du corps électoral par le président de la République.                   |
| 3 mars 2019     | Date limite de dépôt des candidatures.                                              |
| 13 mars 2019    | Validation et publication de la liste des candidats par le Conseil constitutionnel. |
| 25 mars 2019    | Ouverture de la campagne électorale.                                                |
| 15 avril 2019   | Fin de la campagne électorale.                                                      |
| 18 avril 2019   | Premier tour.                                                                       |

La Haute instance indépendante de surveillance des élections, créée par une révision constitutionnelle en 2016, devait organiser ce processus électoral,.

#### Deuxième
| 9 avril 2019     | Convocation du corps électoral par le chef de l'État par intérim.                  |
| 25 mai 2019      | Date limite de dépôt des candidatures.                                             |
| 2 juin 2019      | Validation et publication de la liste des candidats par le Conseil constitutionnel |
| 9 juin 2019      | Ouverture de la campagne électorale.                                               |
| 1er juillet 2019 | Fin de la campagne électorale.                                                     |
| 4 juillet 2019   | Premier tour                                                                       |

#### Troisième
| 15 septembre 2019 | Convocation du corps électoral par le chef de l'État par intérim.     |
| 26 octobre 2019   | Date limite de dépôt des candidatures.                                |
| 2 novembre 2019   | Validation de la liste des candidats par l'ANIE                       |
| 9 novembre 2019   | Confirmation de la liste des candidats par le Conseil constitutionnel |
| 17 novembre 2019  | Ouverture de la campagne électorale.                                  |
| 8 décembre 2019   | Fin de la campagne électorale.                                        |
| 12 décembre 2019  | Premier tour.                                                         |

L'Autorité nationale indépendante des élections (ANIE) est créée mi-septembre 2019 par voie parlementaire, de façon bâclée et inconstitutionnelle selon Faïz Moussi, juriste, et Ahmed Betatache, constitutionnaliste. Fouad Makhlouf de la Hiise avait, en avril 2019, dénoncé la création d'une telle instance comme non conforme à la Constitution. La loi établissant l'ANIE est promulguée le 16 septembre dans le Journal officiel, après examen par le Conseil constitutionnel. Mohamed Charfi est élu président de l'ANIE par les membres du panel de dialogue et de médiation dirigé par Karim Younes. Cependant dans une vidéo où il rend hommage à Gaid Salah décédé le 23 décembre, il déclare que ce dernier l'avais « chargé personnellement de prendre cette responsabilité importante » Le 6 octobre 2019, Charfi annonce que 128 000 personnes se sont inscrites sur les listes électorales et que 40 000 ont été radiées pour décès lors de la révision exceptionnelle. Au début de 2019, il était inscrit plus de 24 millions de personnes sur les listes électorales, dont 100 000 nouvelles inscriptions pour les élections annulés du 18 avril. Lors de la révision exceptionnelle du mois d'avril pour les élections annulés du 4 juillet, il était dénombré 34 505 nouveaux inscrits et 21 745 radiés. Du fait de recours, une prolongation de ce délai est envisagée. Il est ainsi reconduit du 12 au 17 octobre. Le 20 novembre 2019, l'ANIE fait état d'un corps électoral avoisinant les 24,5 millions de votants.
Le 14 octobre, les modalités d'homologation des parrainages sont modifiées. Ainsi, le citoyen qui parraine le candidat doit signer devant des agents agrées et non membres d'un parti d'un candidat. Le lendemain, l'ANIE est saisie de cas présumés d'achats de parrainages. Le 19 octobre, huit personnes sont arrêtées pour trafic de signatures à Souk Ahras.

## Réactions et appels au boycott

### Premier processus électoral
Après la confirmation de la candidature de Bouteflika, le 3 mars, et le retrait de plusieurs candidats d'opposition, dont Ali Benflis et Louisa Hanoune, l'opposition, réunie au siège du Front de la justice et du développement, appelle les candidats à se retirer du scrutin.
Le 11 mars, des juges et des avocats protestent contre la candidature de Bouteflika.

### Deuxième processus électoral
Le Club des magistrats annonce le 13 avril 2019 qu’il entend boycotter la supervision du scrutin prévu pour le 4 juillet. L'ancien chef de gouvernement Ahmed Benbitour indique le 15 mai 2019 qu'il ne participera pas à l'élection du 4 juillet et propose « une période de transition qui devra donner lieu à l'élaboration d'une feuille de route pour une sortie de crise, la désignation d'un gouvernement de transition et la définition des modalités d'organisation d'une élection présidentielle régulière ». Le politologue algérien Mohamed Hennad estime quant à lui qu'« il y a un refus quasi général de cette élection, que ce soit de la part des manifestants, de beaucoup des présidents des APC mais aussi de magistrats qui refusent de donner caution à une élection qui ne pourra être que frauduleuse dans l’état actuel des choses. ».
Le 18 mai 2019, l’ancien ministre et président de la LADDH Ali Yahia Abdennour, l’ancien ministre des Affaires étrangères Ahmed Taleb Ibrahimi et l'ancien ministre et général à la retraite Rachid Benyelles rendent publique une déclaration où ils appellent indirectement les autorités algériennes, en premier lieu le vice-ministre de la Défense, Ahmed Gaïd Salah, à un report de l’élection du 4 juillet, dans le cadre d'un dialogue avec des « figures représentatives du mouvement populaire » de contestation afin de trouver une solution consensuelle à la crise. Ils estiment ainsi que « la situation de blocage à laquelle nous assistons par le maintien de la date du 4 juillet ne pourra que retarder l'avènement inéluctable d'une nouvelle République ». Le 19 mai, l'ancien ministre et président du parti Talaie El Houriat Ali Benflis déclare s'associer à cet appel. Le président de Jil jadid, Soufiane Djilali, ainsi que Mostefa Bouchachi approuvent cet appel mais il rencontre généralement peu d'écho auprès des autres partis politiques et des manifestants. Le 22 mai, Taleb Ibrahimi appelle à l'application des articles 7 et 8 de la Constitution, et au respect de la « légalité objective » au détriment de la « légalité formelle ».
Quant au vice-ministre de la Défense, Gaïd Salah, il refuse, dans une déclaration du 20 mai 2019, de donner suite à cet appel, en précisant que l’armée « s’est engagée à ne pas être partie prenante à ce dialogue escompté » tout en marquant son attachement à la tenue de l'élection présidentielle, sans toutefois faire mention de la date du 4 juillet ; il déclare que  « la tenue des élections présidentielles mettra un terme à tous ceux qui tentent de faire perdurer cette crise ». 
Parallèlement, plusieurs dizaines d'associations et d'organisation syndicales se déclarent prêtes à tenir une conférence nationale pour « discuter du contenu de la transition, des mécanismes pour sortir avec une alternative qu’on soumettra à la société, aux partis politiques et au pouvoir », le principe étant de « faire participer ceux qui s’inscrivent dans la rupture avec le système, qui rejettent l’élection du 4 juillet et s’inscrivent dans la transition sans les figures du régime ». Réunies le 18 mai 2019, elles appelent  « l’institution militaire à ouvrir un dialogue franc avec les représentants de la société civile et la classe politique afin de trouver une solution politique consensuelle ». Le 24 mai, l'association Rassemblement actions jeunesse (RAJ) appelle à « ouvrir un dialogue sérieux pour aller vers une période de transition démocratique, qui répondra aux aspirations du peuple algérien ».
Au niveau des partis politiques, à la date du 22 mai 2019, seuls les membres de l'alliance présidentielle  telle que redéfinie en 2018, le Front de libération nationale (FLN), le Mouvement populaire algérien (MPA), le Rassemblement national démocratique (RND)  et le Tadjamou Amel Al Djazäir (TAJ) s'associent à la déclaration de Gaïd Salah. Courant avril, Abdelaziz Belaïd, président du  Front El Moustakbal (FM), indique qu'il s'en tient pour sa part à une application stricte de la Constitution, rejetant ainsi toute forme de transition et se déclarant prêt à participer à l'élection présidentielle prévue le 4 juillet 2019. Le Mouvement de la société pour la paix (MSP) demande la tenue d'une élection présidentielle « libre et transparente, organisée par une instance nationale indépendante à une date autre que celle fixée au 4 juillet, durant une période de transition s'étendant sur les 6 mois à venir ». Le Front des forces socialistes (FFS), par la voix de son premier secrétaire national Hakim Belahcel, appelle pour sa part, le 19 mai, à une  « conférence nationale de concertation et de dialogue » en vue d'aboutir à « un vrai pacte politique consensuel qui définira par la suite les contours du processus de transition démocratique dans le pays ». En mai, Fethi Ghares, porte-parole du Mouvement démocratique et social (MDS), se prononce pour une « période de transition qui pourrait s’étendre jusqu’à deux ans », après « le départ  de toutes les figures qui incarnent le système actuel », période se caractérisant par l'installation d'un « présidium composé de quatre à cinq personnalités indépendantes et consensuelles ».

### Troisième processus électoral
Le 20 septembre 2019, vingt maires de la wilaya de Béjaïa annoncent leur refus d'organiser le scrutin prévu pour le 12 décembre. Le 24 septembre, ils sont suivis par ceux de la wilaya de Tizi Ouzou, ce qui porte à 110 le nombre de communes boycottant le scrutin. Le maire de Ouled Rached (wilaya de Bouira) fait de même.
Pour sa part, en réaction aux manifestations d'ampleur, Soufiane Djilali appelle à annuler l’élection.
Le 27 septembre, trois membres de la commission électorale de Yakouren présentent leur démission.
À Issers (wilaya de Boumerdès), le 30 septembre, des habitants empêchent l'installation de la confluence locale de la commission électorale. Le lendemain, des habitants de Djaafara (wilaya de Bordj Bou Arreridj) ferment un bureau de vote. Le 7 octobre, le journaliste et activiste Saïd Boudour, arrêté à Oran, est mis en liberté provisoire en attendant son procès notamment pour « incitation au boycott des élections ».
Le 15 octobre, plusieurs personnalités, dont l'ancien chef du gouvernement Ahmed Benbitour, l'ancien ministre des Affaires étrangères Ahmed Taleb Ibrahimi, l'ancien ministre de la Culture Abdelaziz Rahabi et l'ancien ministre de l'Éducation Ali Benmohamed, de même que les avocats Ali Yahia Abdennour et Abdelghani Badi, et les universitaires Nacer Djabi et Louisa Ait Hamadouche, appellent à « une nouvelle lecture de la réalité », avec des mesures d'apaisement, d'ouverture démocratique, au départ des dignitaires du régime, ainsi qu'à la tenue de la présidentielle après un dialogue.
L'Organisation nationale des moudjahidine, formation influente de vétérans de la guerre d'indépendance, apporte son soutien à la tenue de l'élection présidentielle mais ne soutient aucun candidat et déplore que le Hirak n'ait pas présenté son propre candidat.
L'Union nationale des paysans algériens, forte de quatre millions d'adhérents, appelle à une large mobilisation en vue de l’élection, sans toutefois soutenir un candidat. Il en est de même pour le mouvement des étudiants algériens, qui juge l'élection comme unique solution réaliste de sortie de crise.
En parallèle des manifestations du Hirak, des manifestations de soutien à la tenue de l’élection se déroulent dans plusieurs villes du pays,,,,,.
L'UGTA, principale organisation syndicale du pays, soutient la tenue de la présidentielle mais pas un candidat en particulier.

## Candidatures
L'Autorité nationale indépendante des élections publie le 2 novembre la liste des candidats retenus, celle-ci devant être validée par le Conseil constitutionnel le lendemain. Parmi les 22 candidats ayant déposé leur dossier, cinq d'entre eux ont vu ainsi leur candidature validée,.
| Candidats            | Partis                                    | Fonctions                                                            | Slogans                                               |
| -------------------- | ----------------------------------------- | -------------------------------------------------------------------- | ----------------------------------------------------- |
| Azzedine Mihoubi     | Rassemblement national démocratique (RND) | Secrétaire général par intérim du RND, ancien ministre de la Culture | « Je m'engage »                                       |
| Abdelkader Bengrina  | El Binaa                                  | Président d’El Binaa, ancien ministre du Tourisme et de l'Artisanat  | « Ensemble, construisons la nouvelle Algérie »        |
| Abdelmadjid Tebboune | Indépendant                               | Ancien Premier ministre                                              | « Engagé pour le changement, capable de le réaliser » |
| Ali Benflis          | Avant garde des libertés                  | Président de l'Avant garde des libertés, ancien chef du gouvernement | « Notre serment pour l'Algérie »                      |
| Abdelaziz Belaïd     | Front El Moustakbal (FEM)                 | Secrétaire général du FEM                                            | « Le peuple décide »                                  |

Les recours auprès du Conseil constitutionnel de neuf des candidats écartés — Mourad Arroudj ; Belkacem Sahli, de l'Alliance nationale républicaine ; Fares Mesdour ; Raouf Aeib ; Neoui Kerchi ; Ali Sekouri ; Mohamed Dif ; Abdelhakim Hamadi, candidat non-qualifié à l'élection présidentielle de 2014 ; Bellabes Layadi ; Mohamed Bouhana — sont rejetés le 9 novembre.

## Campagne électorale
| Azzedine Mihoubi                    | Azzedine Mihoubi |
| ----------------------------------- | ---------------- |
|                                     |                  |
| Rassemblement national démocratique |                  |
| Je m'engage أنا ألزم                |                  |

| Abdelkader Bengrina                                                  | Abdelkader Bengrina |
| -------------------------------------------------------------------- | ------------------- |
|                                                                      |                     |
| Al Binaa                                                             |                     |
| Ensemble, construisons la nouvelle Algérie معا لبناء الجزائر الجديدة |                     |

| Abdelmadjid Tebboune                                                                 | Abdelmadjid Tebboune |
| ------------------------------------------------------------------------------------ | -------------------- |
|                                                                                      |                      |
| Indépendant                                                                          |                      |
| Engagé pour le changement, capable de le réaliser مصمم على التغيير القادر على تحقيقه |                      |

| Ali Benflis                                | Ali Benflis |
| ------------------------------------------ | ----------- |
|                                            |             |
| Avant-garde des libertés                   |             |
| Notre serment pour l'Algérie قسمنا للجزائر |             |

| Abdelaziz Belaïd            | Abdelaziz Belaïd |
| --------------------------- | ---------------- |
|                             |                  |
| Front El Moustakbal         |                  |
| Le peuple décide الشعب يقرر |                  |

### Règles de financements
L'Autorité nationale indépendante des élections (ANIE) est chargée d’enquêter sur la provenance des sources de financement de campagne des candidats, qui sont tenus de déclarer l'origine de ces financements,. Des commissaires aux comptes doivent vérifier les sources de financement des candidats. Les dépenses ne peuvent dépasser les 100 millions de dinars algériens au premier tour et 120 millions de dinars algériens au second tour. Tous les candidats ont le droit à un remboursement de leur frais à hauteur de 10 %. Les candidats ont à déclarer leur patrimoine préalablement à leur dépôt de candidature. Le 26 décembre, le Conseil constitutionnel invite les candidats à établir leurs comptes de campagne et à les déposer à son siège avant le 18 mars 2020.

### Thèmes abordés et promesses

#### Hirak et révision de la Constitution
Tous les candidats promettent de satisfaire les revendications du Hirak, de revoir la Constitution afin de renforcer la démocratie, et d'assurer l'indépendance de la justice. Ils exhortent les opposants à l'élection présidentielle de proposer des alternatives. Selon la politologue Louisa Ait Hamadou, le président sera légalement élu mais se retrouvera avec une légitimité faible, ce qui sera une contrainte pour répondre aux revendications du Hirak.
Benflis promet un gouvernement d'ouverture politique, des élections législatives anticipées, une réforme du Sénat, la fin des immunités judiciaires pour les politiques ainsi que la libération de l'information,,,. Tebboune appelle à une démocratie participative et à une réforme de la loi électorale des collectivités locales. De son côté, Mihoubi s'engage à revoir la législation sur les mairies et wilayas, et la loi sur les élections législatives et communales, ainsi qu'à faire élire par ses paires le président du Conseil supérieur de la magistrature, qui est actuellement désigné par le président de la République. Bengrina souhaite la limitation des pouvoirs du président de la République, le renforcement des libertés individuelles et des droits de l’opposition, ainsi qu’une réforme des institutions de l’État ; il promet également de libérer Lakhdar Bouregaa s'il est élu. Belaïd s'engage à opérer des amendements sur la loi de l'information tout en assurant la transparence en matière de répartition de la publicité.

#### Économie et corruption
La question de la relance de l'économie, notamment de la diversification (hors hydrocarbures) et du chômage, est au cœur des programmes des candidats et est l'une des principales attente des électeurs.
Mihoubi propose la suppression de la règle 51/49 dans le secteur des services, la levée des entraves en matière agricole, la décentralisation, l’ouverture du capital d’entreprises publiques à hauteur de 34 % ou l’exonération d’impôt pour les plus modestes,,. Benflis défend la liberté d'entreprendre et s'engage à lutter contre les niches fiscales, la surfacturation et les impôts non-récoltés ; il promet de revoir le train de vie de l’État jusqu'à 40 %. Bengrina insiste sur l’instauration d’une économie libérale fondée sur la concurrence et promet une croissance économique à 4 % au moins pendant cinq ans ; il entend augmenter le salaire de base, réduire l’impôt sur le revenu global (IRG), augmenter les allocations attribuées aux femmes aux foyers et aux mères en congé de maternité. Tebboune propose l’application d’une nouvelle politique de développement hors-hydrocarbures, la substitution des produits importés par d’autres locaux en vue de préserver les réserves de change, la promotion des start-up, le renforcement du rôle économique des collectivités locales, l’encouragement de l’investissement direct à l'étranger Belaid ambitionne d'éradiquer le chômage et d'augmenter le salaire des fonctionnaires. Il s'engage à réformer le système bancaire ainsi qu'à procéder à l'ouverture de l'espace aériens aux investisseurs privés,.
Pour le professeur Abderahmane Mebtoul, le défi des candidats est de proposer un programme multidimensionnel évitant les idées populistes et proposant des réformes structurelles et réalistes. Les Algériens seraient en effet dans l'attente d'un programme ambitieux sans idées utopistes à même de sortir de l'impasse politique et de relancer l'économie. Selon la politologue Louisa Ait Hamadou, le déficit de légitimité du président élu lui posera problème pour faire face aux exigences économiques et sociales.
Les candidats s'engagent dans leur intégralité à éradiquer la corruption,,,. Benflis déclare qu'il faut séparer l'activité politique de l'argent ; il prône la numérisation de l'économie de la sphère économique pour lutter contre ce fléau, propose des saisies conservatoires pour tous les biens acquis en Algérie par l’argent pillé, en attendant que la justice se prononce sur ces cas de détournement.

#### Politique étrangère
Les cinq candidats rejettent unanimement toute tentative « d'ingérence » étrangère et dénoncent la volonté de Raphaël Glucksmann de faire voter une résolution au Parlement européen sur la situation en Algérie.
Le 10 novembre, Tebboune accuse la France, via la chaîne France 24 et son ministre des Affaires étrangères Jean-Yves Le Drian, de s'ingérer dans les affaires internes du pays,. Il estime également que le Maroc doit présenter des excuses au peuple algérien pour l'avoir accusé d’être à l'origine de l'attentat de 1994 à l'hôtel Asni à Marrakech.
Benflis souhaite rétablir les relations algéro-françaises mais estime que la France doit au préalable s'excuser et entend relancer l'Union du Maghreb arabe ainsi que les relations avec l'Union européenne. Mihoubi appelle au soutien aux causes sahraouie — comme Bengrina — et palestinienne. Il défend le principe de règlement des conflits internationaux par les voies pacifiques.

### Médias et débat
La campagne est couverte par les médias nationaux publics et privés, notamment les chaînes de télévision sous le contrôle de l'ARAV. Les médias nationaux signent une charte d'éthique sur les pratiques électorales. Par ailleurs, 180 journalistes d'une soixantaine de médias internationaux sont accrédités par l'ANIE pour couvrir le scrutin.
L'ARAV doit s'assurer de la répartition équitable de l'accès des candidats aux médias audiovisuels nationaux. Ainsi, un tirage sort a lieu pour répartir les interventions des candidats dans les médias audiovisuels publics. Chaque candidat bénéficie d'un volume horaire divisé en plusieurs unités de six minutes. Le temps de diffusion est réparti en quatre tranches horaires de 30 minutes diffusées avant les différents journaux télévisés de la journée. Pour ce qui est de la radio, le volume horaire est fixé à deux heures par jour, réparti en quatre tranches horaires, chaque tranche étant elle-même divisée en cinq unités chacune pour un candidat.
Le 10 novembre, Abdelmadjid Tebboune s’insurge des velléités supposées de la France qui, à travers France 24, chercherait à interférer dans les affaires intérieures algériennes ; il répond ainsi au ministre des Affaires étrangères français, Jean-Yves Le Drian, qui avait exprimé son opinion au sujet du Hirak et de la situation politique algérienne. Profitant de sa courte expérience en tant que Premier ministre, Tebboune reçoit l'ambassadeur d'Espagne en Algérie à sa permanence ; le 16 novembre, il reçoit l'ambassadeur américain en Algérie. De la sorte, il axe sa campagne sur le volet international,.
Si Abdelmadjid Tebboune est vu comme le favori du scrutin en début de campagne, Azzedine Mihoubi prend le relais après avoir reçu des soutiens proches du régime. Ainsi le général Wassini Bouazza, en charge de la Direction générale de la Sécurité intérieure (DGSI) au sein de la Coordination des services de sécurité, est le principal organisateur de la campagne électorale d’Azzedine Mihoubi. Selon le journaliste Nicolas Beau, il est alors l'instigateur des difficultés du futur président Abdelmadjid Tebboune pour accéder au pouvoir le 19 décembre.
Un débat télévisé se déroule le 6 décembre 2019. Il est diffusé sur l'ENTV et les chaînes privées agrées,. Les quatre journalistes (issus d’ENTV et d’El Bilad pour la télévision, du Quotidien d'Oran et d’El Khabar pour la presse écrite), posent les 13 mêmes questions aux cinq candidats (ainsi qu’une question finale faisant office de « mot de la fin »), au sujet des thématiques de la politique, de la situation socio-économique et de la politique étrangère. Ainsi, le débat se distingue par l'extrême rigueur et crispation des candidats, ainsi que l'absence de débat contradictoire entre eux. L'ONG panarabe Munathara (en) exprime « des préoccupations concernant le débat télévisé » et craint que « le programme ne répond[e] pas aux normes internationales reconnues en matière de débats électoraux ouverts, démocratiques et transparents ».
Si les cinq candidats sont d'accord pour réformer la Constitution, Belaïd et Bengrina proposent de soumettre le nouveau texte à référendum. Benflis et Bengrina préconisent un régime semi-présidentiel. Mihoubi propose quant à lui un référendum pour chaque question d'importance. Par ailleurs, Tebboune et Mihoubi souhaitent amender les lois électorales et celles sur les associations et partis politiques. De leur côté, Bengrina et Mihoubi proposent de garantir la « liberté de la presse et de préserver les droits de l’homme ». Enfin, Bengrina et Belaïd promettent de remplacer l'ANIE par une autorité électorale indépendante élue par le Parlement Le débat n'aborde pas la question des détenus du Hirak, de l'armée, ainsi que celle de la censure des médias. Les revendications du Hirak sont cependant abordées : Mihoubi promet de faire de la date du 22 février « une journée de la souveraineté populaire », Bengrina s'engage à ouvrir un dialogue avec les opposants à l'élection, Tebboune qualifie le mouvement de « bénédiction », Belaïd souligne la nécessité d'aller vers une nouvelle République, Benflis dit assumer les aspirations du Hirak.

### Positionnement des partis
Quatre mouvements politiques soutiennent la candidature de Benflis : l'Union des forces démocratiques et sociales, le parti Fadjr El Jadid (L'Aube nouveau), le Front du militantisme national et le Front national pour les libertés. Il reçoit aussi le soutien de l'organisme patronal qu'est la Confédération générale des entreprises algériennes. L'Organisation des enfants des vétérans de la guerre d'indépendance (ONEC), très influente, et Souleymane Bakhlili, candidat n'ayant pas obtenu les parrainages nécessaires pour valider son dossier de candidature appellent également à voter en sa faveur.
Alors que le Mouvement de la société pour la paix (MSP) appelle au boycott, des factions au sein du parti soutiennent Mihoubi et d'autres Bengrina. Mais le 8 décembre, un communiqué du parti indique que celui-ci ne soutient aucun candidat.
Souhaitant soutenir Mihoubi, le secrétaire général par intérim du FLN, Ali Seddiki, ne parvient pas à réunir les autres membres du bureau politique. Ceux-ci sont en effet divisés entre soutien à Benflis, à Tebboune et à Belaïd, rendant impossible la prise de décision sur le choix d’un candidat. Seddiki annonce le 5 décembre le soutien du parti à Mihoubi.
L'ANP affirme ne soutenir aucun candidat et fixe les modalités de vote pour les militaires. Ces derniers voteront en tenue civile dans les bureaux de vote où ils se sont inscrits pour la première fois de leur vie et seront libres de leurs choix, contrairement aux scrutins précédents.

### Climat et poursuite de la contestation
En parallèle du Hirak, qui se poursuit, des manifestations de soutien à la tenue de l’élection se déroulent dans plusieurs villes du pays,,,,,. Celles-ci sont cependant de plus faible ampleur que les marches du Hirak.
Deux personnes sont arrêtés dans le sud du pays le 20 novembre pour avoir menacé dans une vidéo de tirer sur les opposants à l'élection.
Le 21 novembre, Amnesty International se déclare « profondément préoccupée par ce climat de répression et de restrictions aux libertés d'expression qui marque ce début de campagne électorale ».
Si une majorité d'Algériens sont opposés à la tenue d’une élection présidentielle dans ces conditions, une partie d'entre eux s'y résigne, pour des raisons de stabilité et dans la perspective d'une crise économique à venir. Pour le professeur Abderahmane Mebtoul, le défi des candidats est de proposer un programme multidimensionnel évitant les idées populistes et proposant des réformes structurelles et réalistes. Les Algériens seraient en effet dans l'attente d'un programme ambitieux sans idées utopistes à même de sortir de l'impasse politique et de relancer l'économie. La professeur de sciences politiques à l'université d'Alger Louisa Dris-Aït Hamadouche indique : « Jusqu’ici, les scrutins se tenaient dans l'indifférence générale avec une base électorale participante connue, constituée majoritairement de militants du Front de libération nationale, de formations alliées et d'associations satellites. À présent, l'indifférence a laissé la place à la contestation active. ». Dans une autre analyse, Mebtoul déclare que « l’administration ne doit favoriser aucun des cinq candidats, ce qui nuirait tant à la crédibilité nationale et internationale du pays » et estime que « l'objectif est d'avoir un président et un gouvernement légitime qui ne sera qu'un début de la solution de la crise politique et économique que vit le pays ». Pour lui, « toute déstabilisation de l’Algérie  aurait une répercussion interne et également sur toute la région méditerranéenne et africaine ».
Selon Pierre Vermeren, professeur d'histoire contemporaine (université Panthéon-Sorbonne), « le gagnant risque d'être un candidat issu du régime ou du moins soutenu par lui ». Le professeur de droit Mouloud Boumghard affirme : « Les candidats qui sont tous issus de la même matrice, celle du régime, et qui se présentent à un scrutin absolument refusé par le peuple algérien qui le montre tous les vendredis dans les manifestations. Les manifestants ne refusent pas le principe de l'élection, mais ils le refusent sous le contrôle du régime militarisé. ».
Le chercheur Slimane Zeghidour indique : « Ce que le régime veut, ce n’est pas un président populaire, ce n’est pas un président démocratiquement élu. Il s'agira par conséquent d’une sorte de 5e mandat sans Bouteflika. On a affaire à un régime qui a été contraint de se démasquer et de montrer son visage militaire. Selon moi, l’explication est qu’il y a un point commun entre le régime et le peuple, c’est une inculture politique commune puisque le régime algérien a tout dépolitisé. La posture de l’armée comme du Hirak consiste à vouloir éliminer ou ignorer toute personne avec qui il est en désaccord. On ne s’asseoit pas autour d’une même table, on ne s’écoute pas, on n’admet jamais qu’il puisse avoir raison et on ne sait pas “couper la poire en deux” et faire un compromis. ».
Jean-Pierre Filiu écrit : « si la crise algérienne prouve quelque chose, c'est l'absence flagrante de sens politique des décideurs militaires [qui] espèrent sincèrement restaurer le statu quo et étouffer le hirak en imposant le rétablissement d'une présidence civile de façade ». Flavien Bourrat, chercheur Maghreb-Moyen-Orient à l'Institut de recherche stratégique de l'École militaire (Inserm, Paris) pense quant à lui que l'armée refuse de « voir un processus de transition politique échapper à son contrôle [et une] remise à plat d'un système en place depuis l'indépendance ».
Plusieurs meetings sont perturbés par des opposants à la tenue de l'élection lors des premiers jours de campagne,,. L'ANIE, tout reconnaissant quelques « petits grabuges », affirme que la campagne se déroule dans de bonnes conditions et qu'aucun acte de violence n'a été commis envers les candidats.
De même, certains meetings sont annulés par manque de participants, tandis que d'autres mobilisent peu. En outre, les candidats limitent les déplacements dans les grandes villes et la Kabylie, tandis que leurs partisans évitent de s'afficher dans les espaces publics avec leurs portraits ou dans leurs voitures.
Le 30 novembre, une marche est organisée par l'UGTA pour dénoncer la résolution prise par le Parlement européen sur la situation dans le pays. La veille, les manifestants du hirak ont également dénoncé cette résolution.
Le 3 décembre, le ministre de l'Intérieur Salah Eddine Dahmoune qualifie les personnes opposées au scrutin de « traîtres », de « pervers » et d'« homosexuels »,. Il est convoqué par le chef de l'État pour s'expliquer sur ses propos et dénonce une « altération de ses propos par certaines parties ».
Un appel à la grève générale est lancé sur les réseaux sociaux pour la période du 8 au 12 décembre. Celui-ci ne trouve aucun écho en dehors de quelques wilayas comme celles de Tizi Ouzou, Béjaia Bouira et Bourmedès. À Alger, ville symbole des manifestations du Hirak, les commerces restent ouverts,.
Le 9 décembre, une nouvelle manifestation en soutien à la tenue de l'élection a lieu à Alger : organisée par l'UGTA, elle rassemble des centaines de personnes. Une contre-manifestation estudiantine et lycéenne se tient en réaction ; la police procède à l'arrestation de certains d'entre eux.
D'une manière générale, les marches des soutiens aux élections rassemblent moins de monde par rapport à celles du Hirak.
Le 10 décembre, 19 personnalités, dont Ahmed Benbitour, Ahmed Taleb Ibrahimi, Abdelaziz Rahabi, Mostefa Bouchachi et Louisa Ait Hamadouche lance un appel au calme en appelant notamment à ne pas empêcher les citoyens désireux de voter de le faire.
La veille du scrutin, le 11 décembre, plusieurs milliers de manifestants marchent à Alger, avec notamment le slogan « makache l'vote », ce qui signifie « pas de vote », appelant à un boycott du scrutin. Le même jour, une centaine de citoyens se rassemblent devant le Conseil constitutionnel, appellent à la défense du processus et réclament un déroulement serein du vote.

## Déroulement du vote et abstention record
| Heure | Participation |
| ----- | ------------- |
| 11 h  | 7,92 %        |
| 15 h  | 20,43 %       |
| 17 h  | 33,06 %       |
| 19 h  | 39,83 %       |

Le vote commence le 7 décembre pour la diaspora. En France, des manifestations aux abords des consulats ont lieu (à Saint-Étienne, Nanterre et Bobigny), et les votants sont conspués et insultés. En dépit de ces actes de violence, l'ANIE mentionne un taux de participation « acceptable ». L'autorité indique que les chiffres et les taux de participation « seront dévoilés au fur et à mesure ». Le 9 décembre, commence l'opération de vote pour les populations nomades et semi-nomades du grand sud.
L'ANIE fait état de 61 014 bureaux de vote et de 501 031 encadreurs pour superviser le scrutin.
Elle indique qu'à 11 h 25 « 95 % des bureaux de vote sont ouverts et 5 % ont connu des perturbations ». Mohamed Charfi déclare que la « participation est respectable ».
Au lendemain du scrutin, l'ANIE annonce un taux de participation au niveau national de 41,14 %, et de 8,69 % pour la communauté nationale établie à l'étranger, soit un taux global de 39,93 %. C'est la plus faible participation de toutes les présidentielles pluralistes de l'histoire de l'Algérie, 10 points de moins que l'élection présidentielle de 2014 qui avait vu la réélection de Bouteflika pour un quatrième mandat et qui était jusqu'alors celle avec la plus faible participation. Le Conseil constitutionnel annonce finalement une participation de 39,88 %.

## Résultats
Le 12 décembre 2019, au soir du scrutin, l'Autorité nationale indépendante des élections annonce un taux de participation de 39,83 %, soit le plus faible de l’histoire des scrutins présidentiels pluralistes en Algérie, et un huitième des votes blancs ou nuls. Le Conseil constitutionnel publie les résultats définitifs le 16 décembre, avec 39,88 % de participation. Le Rassemblement pour la culture et la démocratie (RCD) conteste le taux de participation annoncé par l'ANIE, estimant qu’il « n'a pas dépassé les 8 % ».
|                          | Abdelmadjid Tebboune     | Indépendant                         | 4 947 523  | 58,13 |  |  |
|                          | Abdelkader Bengrina      | El Binaa                            | 1 477 836  | 17,37 |  |  |
|                          | Ali Benflis              | Avant-garde des libertés            | 897 831    | 10,55 |  |  |
|                          | Azzedine Mihoubi         | Rassemblement national démocratique | 619 225    | 7,28  |  |  |
|                          | Abdelaziz Belaïd         | Front El Moustakbal                 | 568 000    | 6,67  |  |  |
|                          |                          |                                     |            |       |  |  |
| Votes valides            | Votes valides            | Votes valides                       | 8 510 415  | 87,24 |  |  |
| Votes blancs et nuls     | Votes blancs et nuls     | Votes blancs et nuls                | 1 244 925  | 12,76 |  |  |
| Total                    | Total                    | Total                               | 9 755 340  | 100   |  |  |
| Abstention               | Abstention               | Abstention                          | 14 726 357 | 60,12 |  |  |
| Inscrits / participation | Inscrits / participation | Inscrits / participation            | 24 464 161 | 39,88 |  |  |

## Analyses et suites
Avant l'annonce des résultats par l'ANIE, l'équipe de campagne d'Abdelmadjid Tebboune proclame la victoire de celui-ci dès le premier tour avec 64 % des suffrages exprimés. Abdelkader Bengrina, Abdelaziz Belaïd et Azzedine Mihoubi revendiquent, eux, leur qualification au second tour,,. Le 13 décembre, au lendemain du vote, l'ANIE annonce la victoire de Tebboune au premier tour et l'ensemble des autres candidats reconnaissent les résultats annoncés,,,,,.
Le sociologue Nacer Djabi indique : « Tebboune va démarrer avec un grand handicap de légitimité. Même si le scrutin n'est pas falsifié, les Algériens n'ont plus confiance ». Les chiffres sont cependant jugés « douteux » par des analystes.
Pour Louisa Dris-Ait Hamadaouche, « l’élection présidentielle est une victoire technique mais une défaite politique » et « la légitimité d'Abdelmadjid Tebboune en tant que président est non seulement à construire mais il devra aussi déconstruire le processus qui l’a mené à sa nouvelle fonction. C’est un double défi. ».
Le professeur Abderrahmamne Mebtoul écrit : « Nous avons eu un faible taux de participation, mais tenant compte de la conjoncture politique actuelle avec de vives tensions, c'est un score honorable. […] Ce faible taux n’est pas propre à l’Algérie, le président des USA n’ayant jamais été élu à plus de 40 % ; voyez le taux de  participation aux dernières élections européennes, montrant dans le monde y compris donc les pays développés la défiance vis-à-vis des partis traditionnels, souvent déconnectés par rapport aux nouvelles mutations du monde, et notamment des aspirations de la jeunesse. ». Pour lui, la leçon à tirer est « la déperdition des partis longtemps au pouvoir à savoir le FLN et le RND, laminés, ayant opté pour un candidat arrivé à la quatrième  position, les partis d’opposition ne devant pas se réjouir, la population depuis le 22 février ayant montré la méfiance à leur égard. » « Face aux nombreux défis tant politiques, culturels, sociaux, économiques que géostratégiques dans un monde turbulent et instable, le président de la République, a été élu, contrairement à certaines supputations, dans une transparence unique dans les annales de l’Algérie depuis l’indépendance politique, tous les présidents ayant été désignés après une mise en scène », indique-t-il. Pour Mebtoul, le nouveau président a la « lourde responsabilité de rétablir la confiance brisée État-citoyens, à la fois politique afin de rassembler toutes les forces politiques et sociales dans leur diversité, et surtout de résoudre la très grave crise économique qui secoue le pays avec le risque de cessation de paiement courant 2022 ».
En retrait de la vie publique depuis son départ du pouvoir, Abdelaziz Bouteflika meurt deux ans plus tard le 17 septembre 2021 à la suite d'un arrêt cardiaque, à l'âge de 84 ans. Son décès est annoncé par la présidence de la République algérienne via la chaîne de télévision publique,. Les drapeaux sont mis en berne pendant trois jours à travers tout le pays à partir du lendemain, mais sa mort ne fait pas l'objet de jours de deuil national, tandis que les médias et les journaux ne consacrent pas de programme spécial à cette occasion,. Bouteflika s'éteint ainsi dans l'indifférence de la plupart de ses concitoyens.

## Réactions internationales
- Union européenne : le Haut représentant de l'Union pour les affaires étrangères et la politique de sécurité, Josep Borrell, déclare : « J’ai pris acte des résultats provisoires de l’élection présidentielle en Algérie, ce pays ami et voisin de l’UE. […] J’espère que cette élection ouvrira une nouvelle page, permettant de répondre à la profonde volonté de changement que les Algériens expriment depuis février dernier. »[308].

- Royaume-Uni : dans un message de félicitations au nouveau président algérien, la reine Élisabeth II indique : « Je vous félicite à l'occasion de votre investiture à la présidence de la République algérienne démocratique et populaire. Je vous adresse mes meilleurs vœux ainsi qu'au peuple algérien et j'attends avec impatience la poursuite des relations excellentes entre nos deux pays »[309].

- Allemagne : la chancelière Angela Merkel félicite Abdelmadjid Tebboune dans un message tout en rappelant les « liens d’amitié qui unissent depuis longtemps la République algérienne démocratique et populaire et la République fédérale d’Allemagne » ; elle déclare se réjouir « de la perspective de continuer […] la coopération empreinte de confiance entre [les] deux pays » et affirme que l’Allemagne est « résolument du côté de l’Algérie dans sa démarche de concrétiser le souhait de changement politique exprimé par le peuple algérien en lançant un dialogue global »[310].

- France : le président Emmanuel Macron prend « note de l’annonce officielle que Monsieur Tebboune a remporté l’élection présidentielle algérienne dès le premier tour » et insiste sur « le dialogue qui doit s’ouvrir entre les autorités et la population »[311]. Interrogé le jour même sur cette réaction, Tebboune déclare : « Je ne lui répondrai pas. […] Moi, j'ai été élu par le peuple algérien et je ne reconnais que le peuple algérien. » Cinq jours plus tard, le 16 décembre, Emmanuel Macron lui présente ses « vœux sincères de succès » au cours d'une conversation téléphonique, lors de laquelle, indique un communiqué de l’Élysée, « les deux chefs d'État sont convenus de travailler ensemble au développement des relations d'amitié, de respect et de confiance entre la France et l'Algérie et à la coopération sur les crises régionales »[312].

- Espagne : le ministère des Affaires étrangères indique dans un communiqué que « le gouvernement espère continuer d’approfondir ses relations avec l’Algérie dans cette nouvelle étape de réformes qui satisferont les aspirations légitimes du peuple algérien et assureront la stabilité du pays » et exhorte le nouveau président à « continuer d’approfondir les relations bilatérales dans une nouvelle étape des réformes »[313].

- États-Unis : le département d'État affirme que « le peuple algérien a exprimé ses aspirations à travers les urnes mais aussi dans la rue », et que les États-Unis sont « pressés de travailler avec Abdelmadjid Tebboune »[314].